# ニットエイト
ニットエイト（1964年 - 1976年）は、1960年代に活躍した日本の競走馬。1967年に行われた第28回菊花賞および1968年に行われた第58回天皇賞（秋）の優勝馬である。
ちなみに、デビュー時は競走馬名に促音・拗音が使えなかったことから、使用可能となった1968年まではニツトエイトと表記された。
※馬齢は、当時の旧表記（数え年）で統一する。

## 誕生
1929年、胆振で飯原農場を開場した飯原盛作は生産界では異色の存在として知られ、ハヤタケ（菊花賞…シンザンの母の父）・ダイナナホウシユウ（皐月賞・菊花賞・天皇賞（秋））・タカオー（朝日杯3歳ステークス・天皇賞（春））と八大競走優勝馬を3頭も輩出しているが、所有している繁殖牝馬は意外と低レベルで、「父方の御先祖を辿れば3頭しか行き着かないサラブレッドに血統の良し悪しは関係無い」と言う考えからか、血統や馬格よりトレーニング優先と言うスタイルを採用していた斬新な人物であった。
この当時としては珍妙な思想の持ち主の牧場で、社台グループ初期の代表種牡馬・ガーサントを父に、天皇賞馬シーマー産駒のトモサンを母に持つニットエイトが、1964年4月10日誕生する事となった。
こうして生を受けたニットエイトであるが、「白面の荒法師」と呼ばれる元凶となった大きな流星と気性難だけで無く、幼少時に慢性の下痢対策として尻尾を根元から切り落とした為に見栄えが悪く、2歳夏の競り市では誰からも声が掛からず売れ残る原因となった。

## 戦績
3歳春、当時は無名だった矢倉玉男調教師に引き取られたニットエイトは、1966年11月6日のデビュー戦を勝利で飾ったもののその後は勝利を掴めず、同厩舎のエース・リュウズキと違い春のクラシックとは無縁の存在であった。
翌年（1967年）春、日本ダービー前日にやっと2勝目を挙げたニットエイトは、夏の函館で本格化の兆しを見せる。斤量が恵まれた事もあり、ダービー馬キーストン相手にレコード勝ちしたのである。函館遠征の勢いに乗って挑戦したセントライト記念でモンタサンの2着に来たニットエイトは、リュウズキと共に菊花賞に挑戦する事となった。
11月12日、前日の雨で重馬場となった菊花賞にニットエイトは9番人気で挑戦となった。これ程の低評価だったのに関わらず、鞍上・伊藤竹男は「明日は勝ちますから、是非来て下さい」と馬主に電話を入れていたそうである。レースは、前日追い切りでリュウズキに付けられた7馬身差を跳ね返し優勝。前年まで無名だった矢倉厩舎では考えられないワンツーフィニッシュでの制覇であった。
翌年（1968年）古馬となったニットエイトは、目黒記念（秋）まで僅か1勝と癖馬らしい戦績で天皇賞（秋）に挑む事となった。この大舞台に6番人気で出走したニットエイトは、またもや同期の1番人気フイニイを競り落としレコードタイムで優勝。2つ目のタイトルを掴んだのである。
その後も現役を続けたニットエイトであったが、残されたタイトル・有馬記念を取る事叶わず、1969年の有馬記念5着を最後に引退となった。

## 引退後
引退後、ガーサント後継種牡馬として期待されたニットエイトであったが、種牡馬生活スタート地が競走馬生産地の主軸・北海道から外れた九州からだった上、只でさえ国産種牡馬冷遇時代の上に気性難が災いし結果を出せず、宮崎から始まった種牡馬生活は鹿児島から北海道と点々とする羽目となった。
結局、ニットエイトは肺炎の為13年の生涯を地元・胆振の牧場で閉じた。

## 血統表
| ニットエイトの血統（タッチストン系 / Tetratema 4×4=12.50%、Blandford 4×5=9.38%、シアンモア 5×5=6.25%（母内）） | ニットエイトの血統（タッチストン系 / Tetratema 4×4=12.50%、Blandford 4×5=9.38%、シアンモア 5×5=6.25%（母内）） | ニットエイトの血統（タッチストン系 / Tetratema 4×4=12.50%、Blandford 4×5=9.38%、シアンモア 5×5=6.25%（母内）） | （血統表の出典）          | （血統表の出典） |
| 父 *ガーサント Guresant 1949 鹿毛                                                                              | 父の父Bubbles 1925 栗毛                                                                                        | La Farina | Sans Souci                | Sans Souci       |
| 父 *ガーサント Guresant 1949 鹿毛                                                                              | 父の父Bubbles 1925 栗毛                                                                                        | La Farina | Malatesta                 |                  |
| 父 *ガーサント Guresant 1949 鹿毛                                                                              | 父の父Bubbles 1925 栗毛                                                                                        | Spring Cleaning                                                                                                | Neil Gow                  | Neil Gow         |
| 父 *ガーサント Guresant 1949 鹿毛                                                                              | 父の父Bubbles 1925 栗毛                                                                                        | Spring Cleaning                                                                                                | Spring Night              |                  |
| 父 *ガーサント Guresant 1949 鹿毛                                                                              | 父の母Montagnana 1937 鹿毛                                                                                     | Brantome | Blandford                 | Blandford        |
| 父 *ガーサント Guresant 1949 鹿毛                                                                              | 父の母Montagnana 1937 鹿毛                                                                                     | Brantome | Vitamine                  |                  |
| 父 *ガーサント Guresant 1949 鹿毛                                                                              | 父の母Montagnana 1937 鹿毛                                                                                     | Mauretania | Tetratema                 | Tetratema        |
| 父 *ガーサント Guresant 1949 鹿毛                                                                              | 父の母Montagnana 1937 鹿毛                                                                                     | Mauretania | Lady Maureen              |                  |
| 母 トモサン 1957 鹿毛                                                                                          | 母の父シーマー 1944 鹿毛                                                                                       | *セフト | Tetratema                 | Tetratema        |
| 母 トモサン 1957 鹿毛                                                                                          | 母の父シーマー 1944 鹿毛                                                                                       | *セフト | Voleuse                   |                  |
| 母 トモサン 1957 鹿毛                                                                                          | 母の父シーマー 1944 鹿毛                                                                                       | 秀調 | 大鵬                      | 大鵬             |
| 母 トモサン 1957 鹿毛                                                                                          | 母の父シーマー 1944 鹿毛                                                                                       | 秀調 | 英楽                      |                  |
| 母 トモサン 1957 鹿毛                                                                                          | 母の母カミトモ 1951 鹿毛                                                                                       | シマタカ | *プリメロ                 | *プリメロ        |
| 母 トモサン 1957 鹿毛                                                                                          | 母の母カミトモ 1951 鹿毛                                                                                       | シマタカ | 第参マンナ                |                  |
| 母 トモサン 1957 鹿毛                                                                                          | 母の母カミトモ 1951 鹿毛                                                                                       | シヨウゲツ | 月友                      | 月友             |
| 母 トモサン 1957 鹿毛                                                                                          | 母の母カミトモ 1951 鹿毛                                                                                       | シヨウゲツ | 第四パシフィック F-No.4-d |                  |

- 5代母パシフイツク（競走馬名クヰンフロラー）は1926年帝室御賞典勝ち馬。さらに牝系を遡ると、小岩井農場の基礎輸入牝馬の一頭であるプロポンチスにたどり着く。